# Kayabi

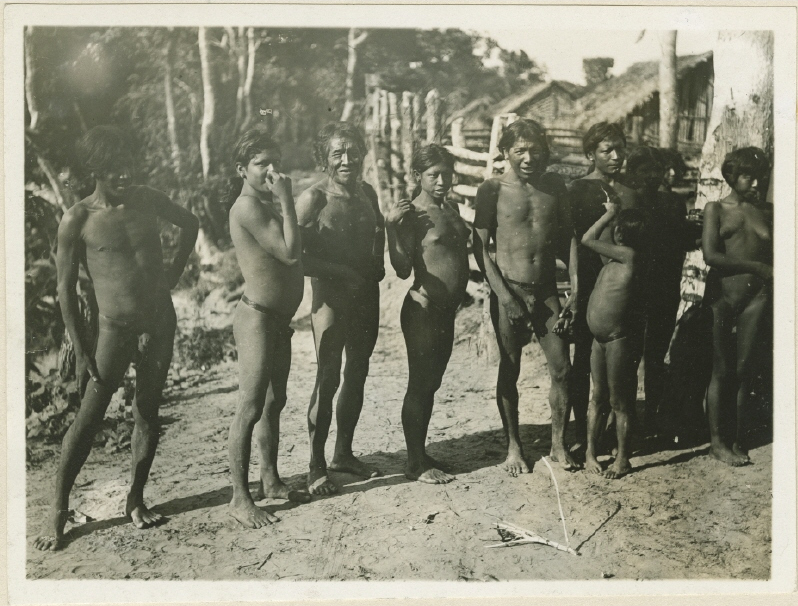
Kayabi-Indianer (Aufnahme des Ethnologen Max Schmidt)

Die Kayabi, auch Kaiabi, Kajabi, Kayaby, Caiabi, Cajabi, Autoethnonym Kawaiwete, sind ein indigenes Volk in Brasilien in den Bundesstaaten Mato Grosso, überwiegend im Parque Indígena do Xingu, der nicht zu ihrem traditionellen Siedlungsgebiet gehört, und teilweise im südlichen Pará an den Flüssen Rio Teles Pires und Rio Tatuí.
Die Gesamtzahl der Angehörigen des Tupi bzw. Tupí-Guaraní sprechenden Volkes belief sich im Jahr 1999 auf tausend. Die Zahl der Analphabeten ist hoch.
Die Herkunft des Eigennamens des Volkes ist unklar. Es ist möglich, dass er etwas Ähnliches wie „wir selbst“ bedeutet.
Die Kayabi waren seit den 1950er-Jahren den Bedrohungen der Landnahme durch Gummizapfer ausgesetzt und wurden dadurch in drei Gruppen aufgeteilt.